# Тирес
Тирес (итал. Tires) — коммуна в Италии, располагается в регионе Трентино — Альто-Адидже, в провинции Больцано.
Население составляет 948 человек (2008 г.), плотность населения составляет 23 чел./км². Занимает площадь 42 км². Почтовый индекс — 39050. Телефонный код — 0471.
Покровителем коммуны почитается святой Георгий Победоносец, празднование 23 апреля.

## Демография
Динамика населения: